# Luis Meseguer
Pour les articles homonymes, voir Meseguer.
Luis Meseguer, né le 7 septembre 1999 à Madrid, est un footballeur international équatoguinéen. Il joue au poste d'arrière gauche au CDA Navalcarnero.

## Biographie

### En sélection
Il réalise ses débuts en sélection le 17 novembre 2018, lors d'une défaite 0-1 contre le Sénégal, à l'occasion des qualifications à la CAN 2019.
Le 4 septembre 2019, il marque son premier but en équipe nationale contre le Soudan du Sud, lors des éliminatoires de la Coupe du monde 2022.
En début d'année 2022, il est retenu par le sélectionneur Juan Micha afin de participer à la CAN 2021 organisée au Cameroun. Lors de cette compétition, il ne joue qu'une seule rencontre, face à la Côte d'Ivoire, avec une seule minute passée sur le terrain. La Guinée équatoriale s'incline en quart de finale face au Sénégal.